# Incarvillea delavayi
Incarvillea delavayi är en katalpaväxtart som beskrevs av Louis Édouard Bureau och Adrien René Franchet. Incarvillea delavayi ingår i släktet Incarvillea och familjen katalpaväxter. Inga underarter finns listade i Catalogue of Life.

## Bildgalleri

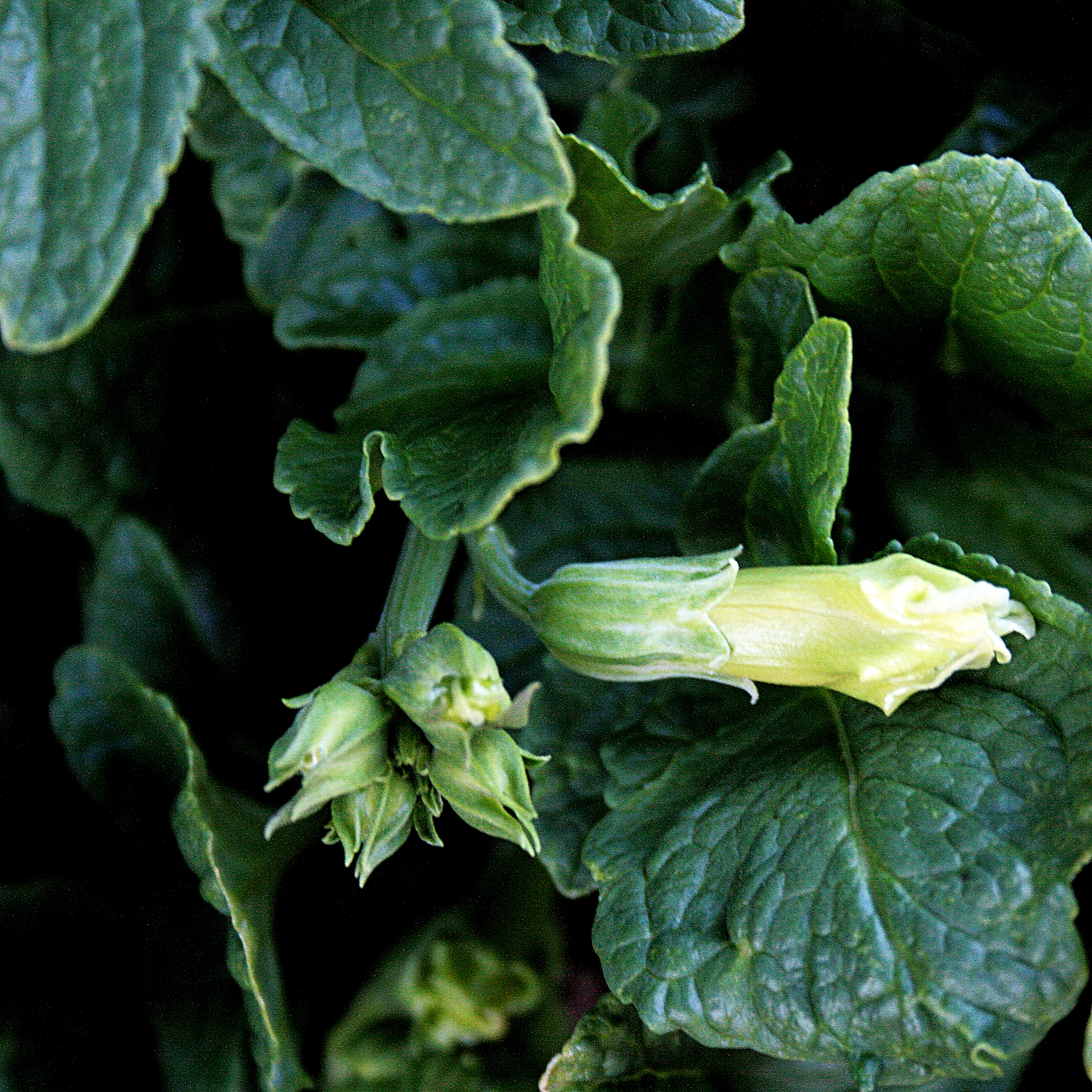
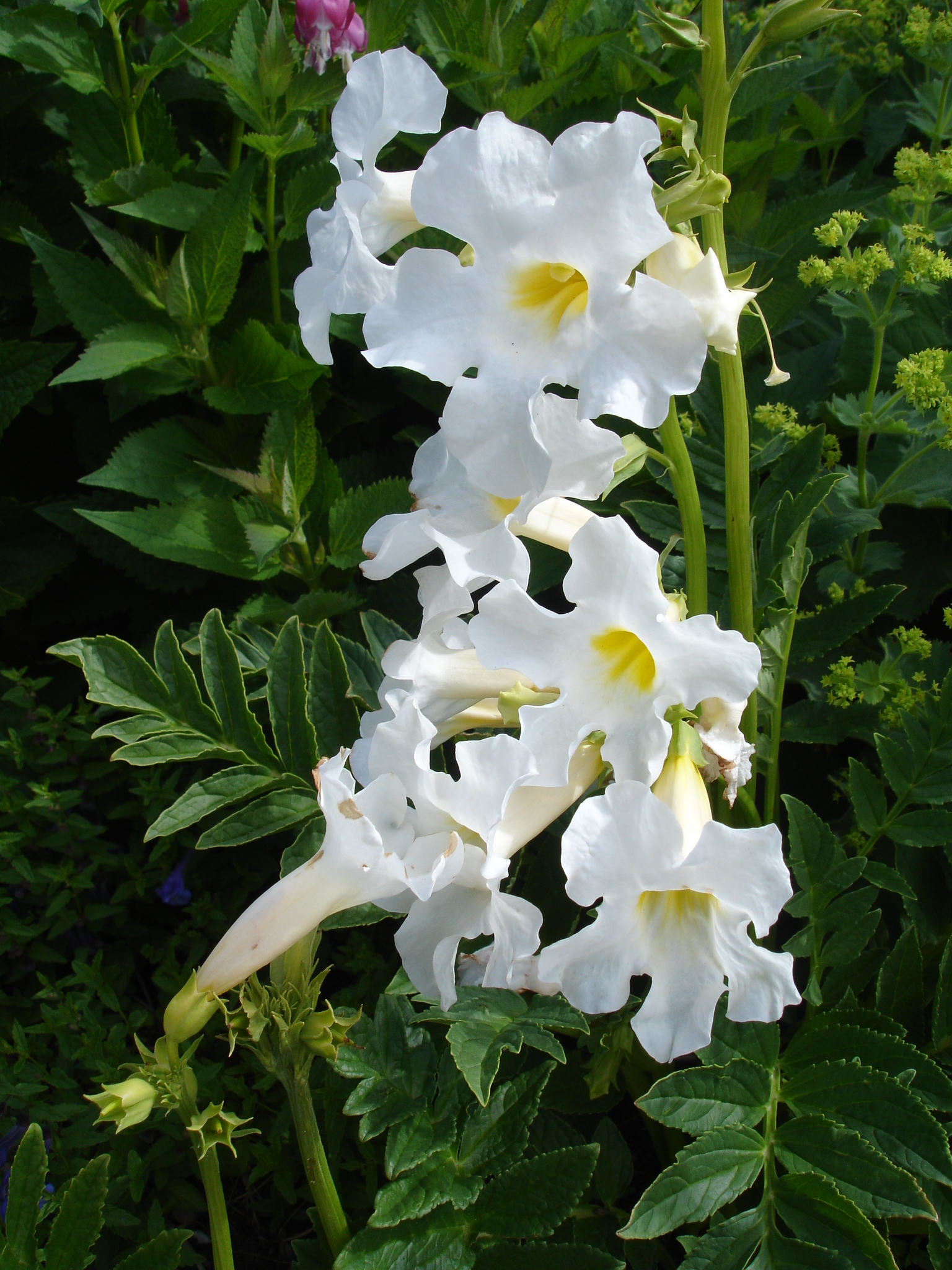
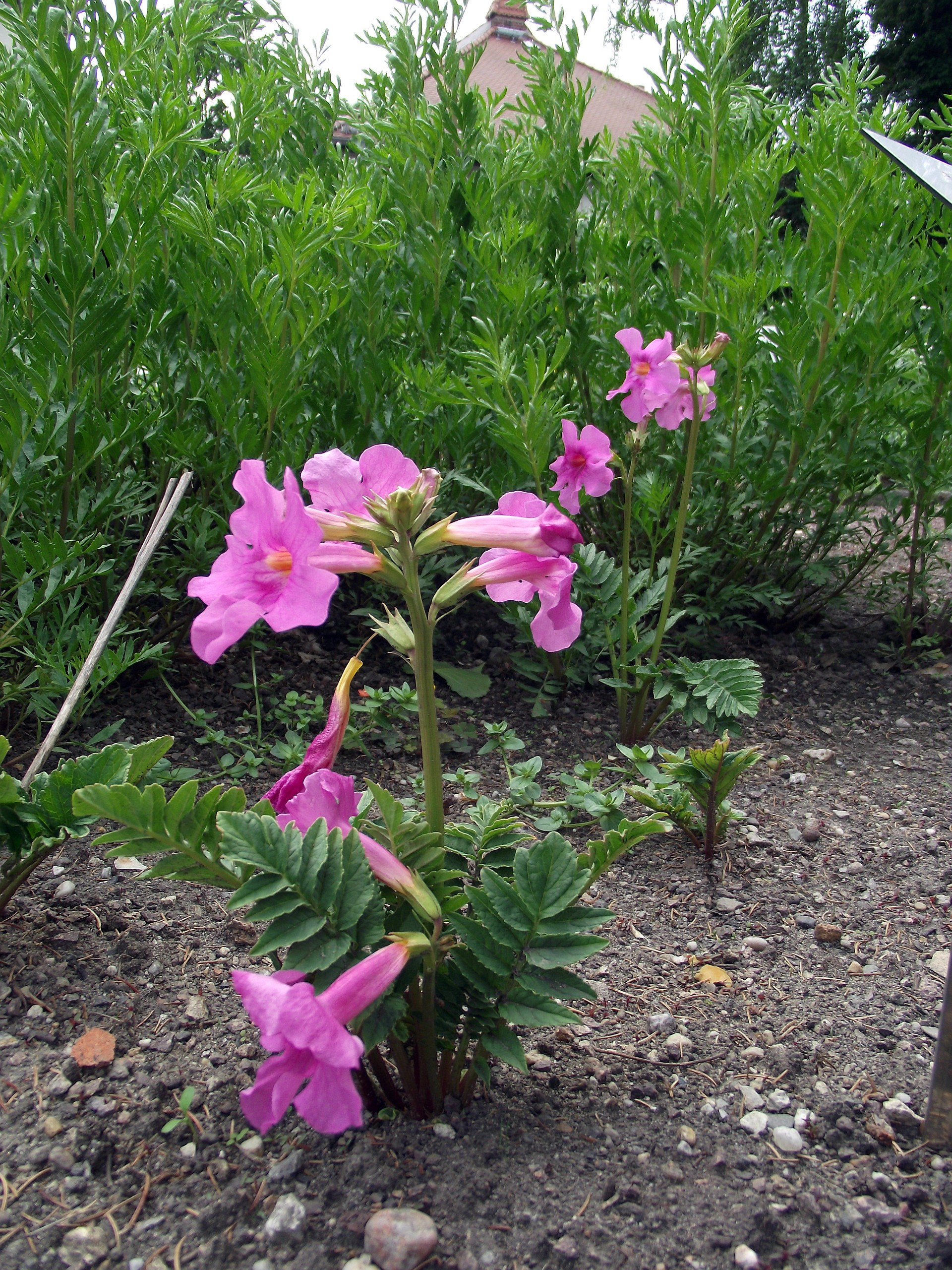
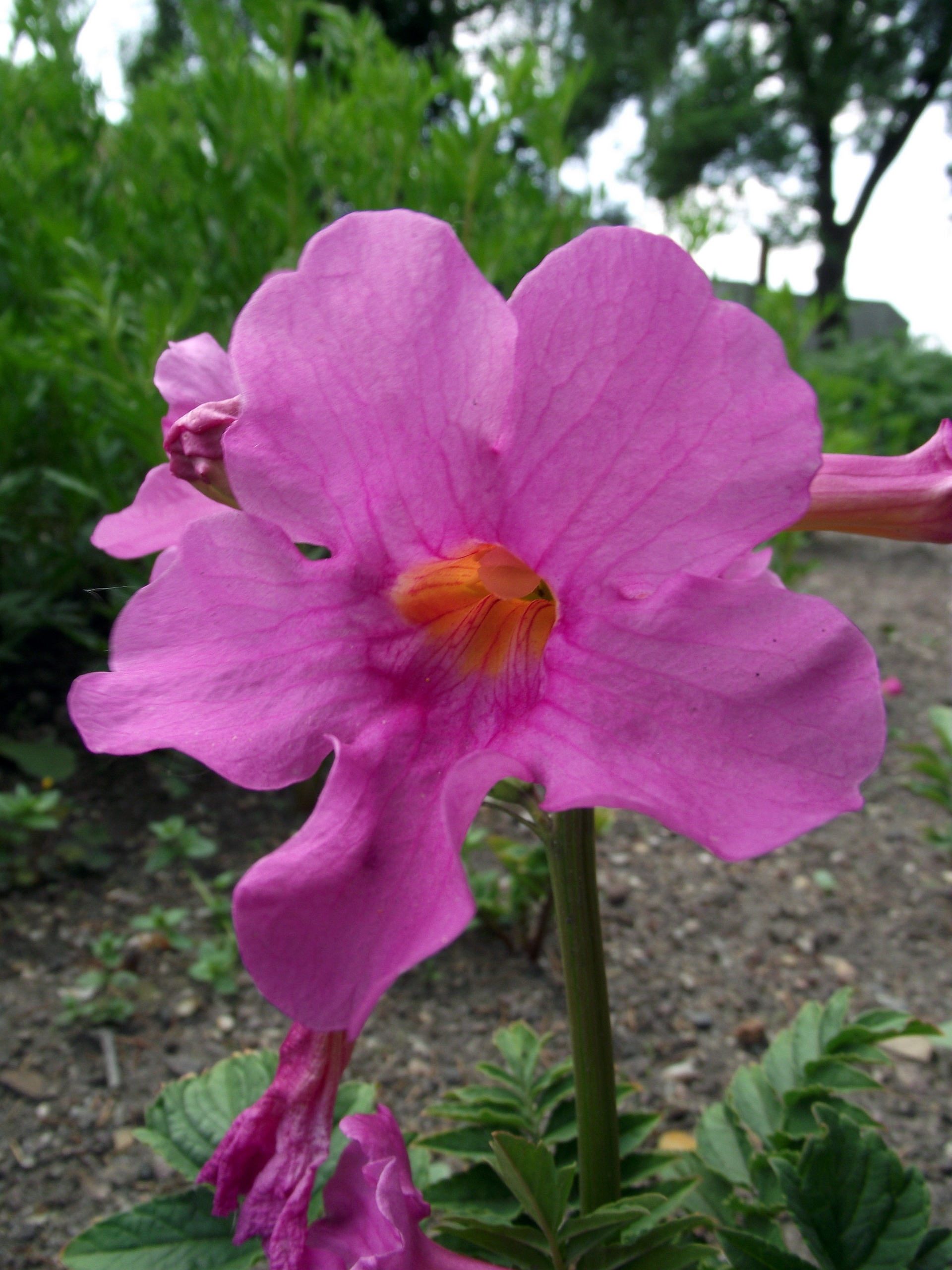
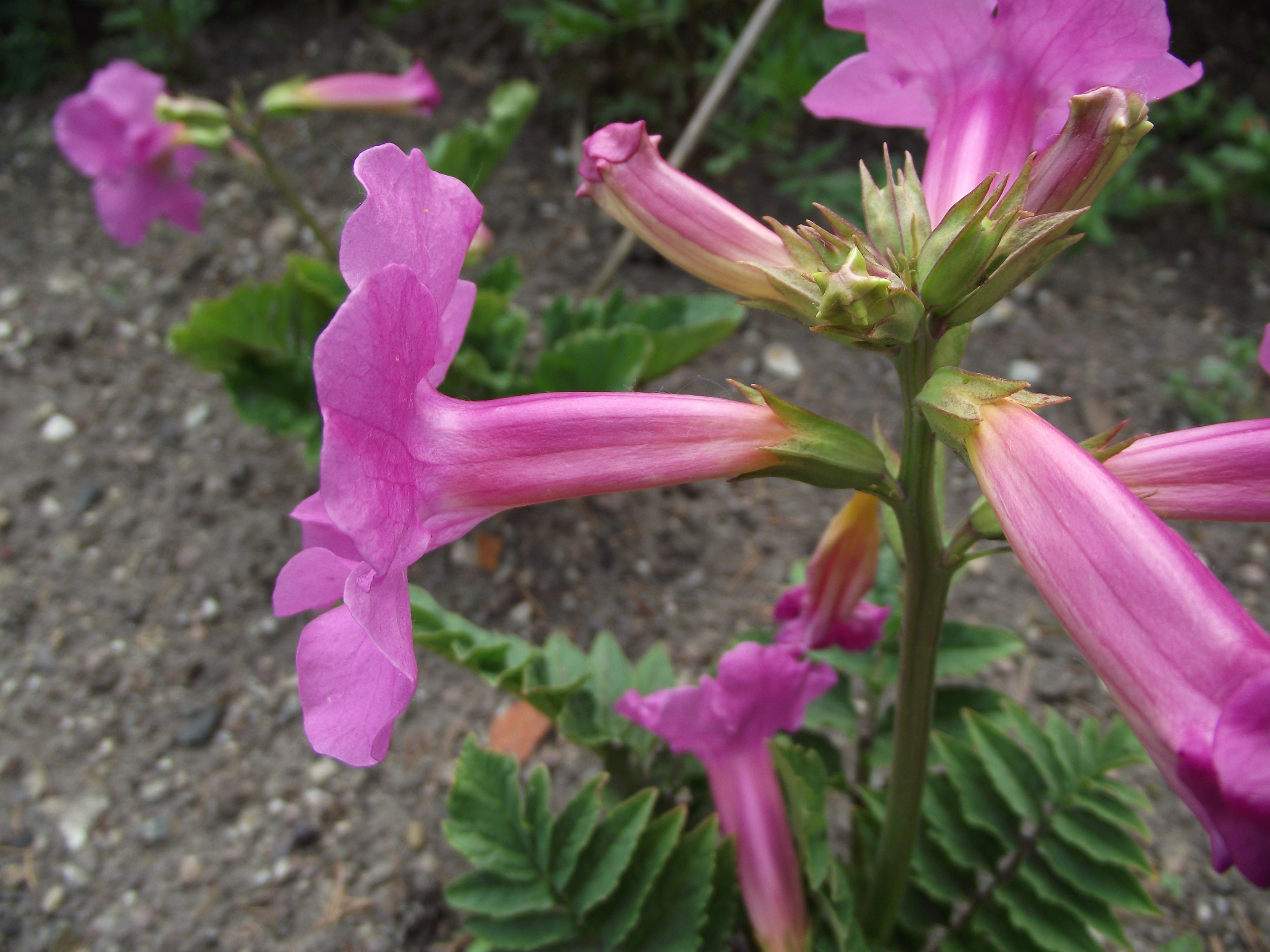
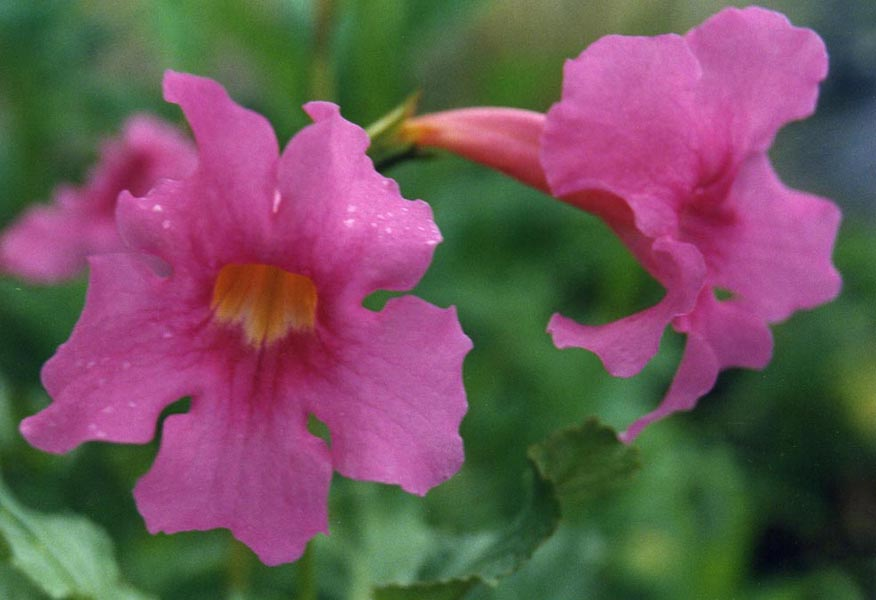